# Gare de Couze (Lalinde)
Le site de la Gare de Couze, parfois appelé Saint-Sulpice-des-Magnats ou Saint-Sulpice de Couze), est un site préhistorique de plein air sur la commune de Lalinde en Dordogne, daté principalement du Magdalénien supérieur.

## Situation

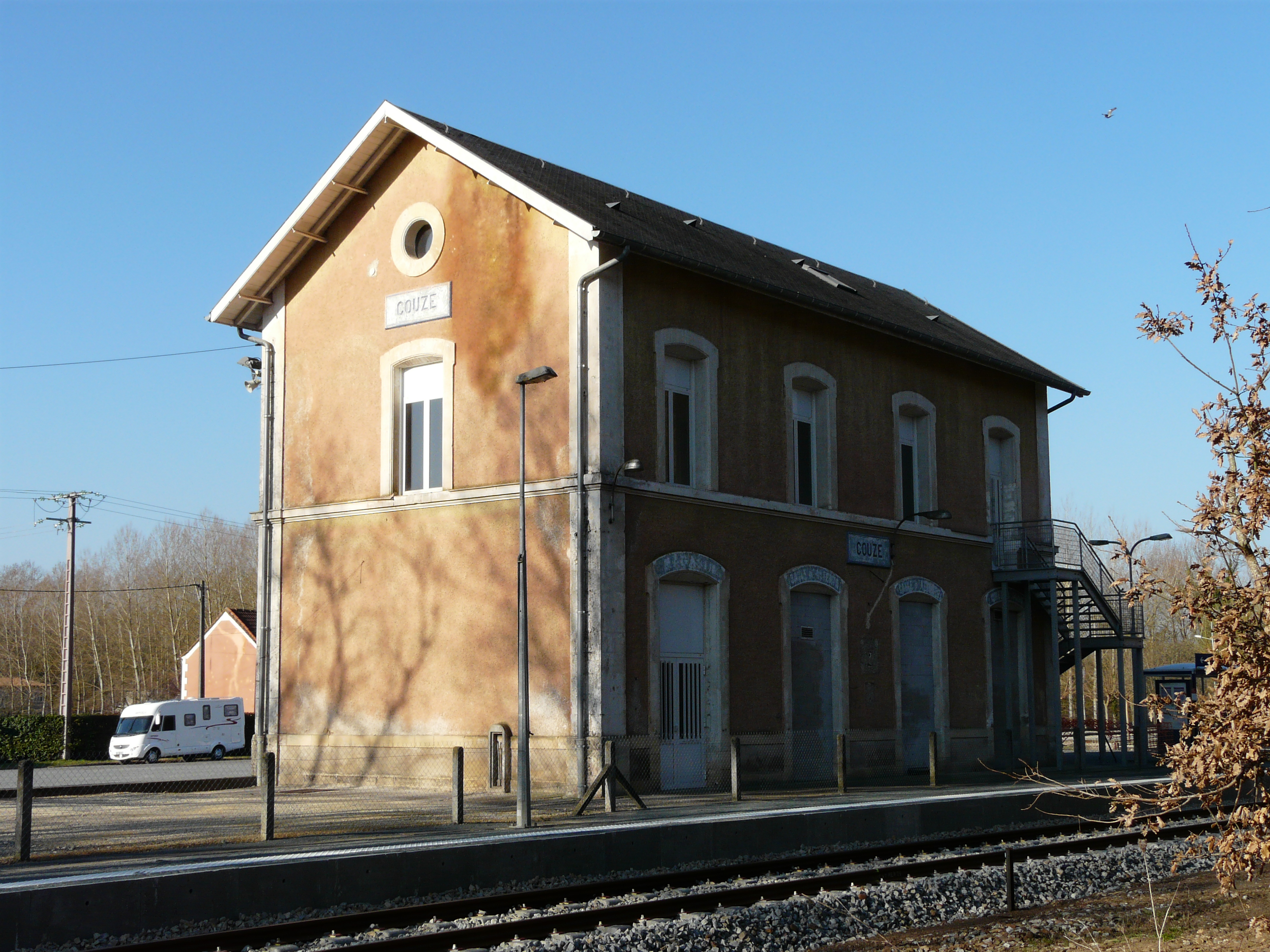
L'ancienne gare de Couze à Lalinde, qui a donné son nom au gisement.

Le gisement de la Gare de Couze se trouve à 103 km de Bordeaux (à vol d'oiseau), en rive droite (côté nord) de la Dordogne, à 2,5 km à l'ouest (en aval) du bourg de Lalinde, à peu près en face de la confluence de la Couze (qui arrive du sud) avec la Dordogne (qui coule d'est en ouest),.
Il est parfois cité comme « site de Saint-Sulpice-des-Magnats », Saint-Sulpice étant le nom de la chapelle toute proche et les Magnats celui du hameau également proche. Certains auteurs (ex. Alaux 1972) le citent par erreur comme une commune alors que ce n'est qu'un hameau sur Lalinde. Ne pas confondre avec la commune de Couze-et-Saint-Front, limitrophe au sud en rive gauche de la Dordogne.
Il est proche de plusieurs autres sites magdaléniens, dont deux sur Lalinde : la grotte de la Roche à environ 500 m en amont près de Birol, et l'abri du Soucy à environ 1 km en amont. Le site des Jamblancs (Magdalénien ancien et stade à raclettes) est à 5,3 km au sud-est sur Bourniquel, celui de Combe-Capelle (sur Saint-Avit-Sénieur) est à 13 km au sud-est,,.

## Description
Le site comprend deux abris et une grotte, creusés dans une falaise calcaire en rive droite de la Dordogne. Il fait face au sud.

## Découverte, fouilles, recherche
Paul Fitte fouille la partie avant du site à la fin des années 1950.
En 1962 ou peu avant, l'abbé André Glory découvre la tablette gravée d'une représentation féminine de meilleure facture que celle de la grotte de la Roche de Birol ; il la dépose au musée des Eyzies.
François Bordes fait une fouille d'urgence en 1962,,.

## Stratigraphie
Les couches A à H sont établies dans un ensemble visuellement homogène ; mais les vestiges de cerf révèlent une hétérogénéité avec la présence conjointe de grands et de petits individus. Par ailleurs, la couche H se distingue de l'ensemble A à G1 par la présence de l'antilope saïga. Cette couche H se serait formée entre environ -15 800 ans et -14 200 ans, période des grands bouleversements environnementaux de la fin des temps glaciaires qui s'étalerait quelque 1 600 ans.
Les couches C, G0 et H sont attribuées au Magdalénien supérieur (Fitte et Sonneville-Bordes 1962 ; Bordes et Fitte 1964 ; Bordes et Sonneville-Bordes 1979),.
Le faciès industriel M2 (Magdalénien supérieur microlithique) du Magdalénien est représenté dans les couches Gl, GO, G, F, E, D, C et B ; le faciès M1 (Magdalénien supérieur à burins dièdres) est absent.

## Outillage
Les outils lithiques incluent principalement la pointe à cran magdalénienne, la pointe de Laugerie-Basse, les géométriques et la pointe azilienne, le tout dominé par une majorité de burins (~53% du total d'outils). D'autres outils s'y trouvent en petites quantités : lames retouchées et tronquées, denticulés et les pièces à coche. Un outil sur troncature retouchée très concave a aussi été collecté.
Les fouilles de F. Bordes ont révélé des niveaux caractérisés par un développement important des microlithes non géométriques.
Bosselin et Djindjian (1988) notent la présence de triangles et de harpons. Des harpons à barbelures bilatérales sont associés à une pointe bifide en os (propriété du musée de Bordeaux) portant différents noms selon les auteurs, dont celui de « foëne ». Cette pointe bifide est caractérisée par une très petite fourche et un long biseau ; l'aeête de la fourche est nette, ni usée ni polie.
La Gare de Couze et l'azilianisation
En 1979, Bordes et Sonneville-Bordes posent leur hypothèse du processus d'azilianisation dans la vallée de la Vézère. Pour l'étendre à la vallée de la Dordogne - et, au-delà, au sud-ouest de la France -, ils utilisent les séries lithiques de la Gare de Couze et de l'abri Morin. Ces deux sites sont datés de la fin du Magdalénien supérieur et l'Azilien n'y a pas été reconnu.
Dans le cadre du projet ANR « Magdatis » (« Des chasseurs-cueilleurs face aux changements environnementaux »), le gisement du Morin a bénéficié de plusieurs analyses qui ont permis de le réévaluer à la lumière des connaissances nouvellement acquises pour cette période et de méthodes de datation plus précises. Les résultats obtenus nous autorisent à remettre en question le modèle proposé par ces deux auteurs.

## Mobilier

### Plaquettes / dalles gravées de silhouettes féminines
En 1972, trois plaquettes (ou dalles) gravées représentant des silhouettes féminines sont connues en Dordogne, toutes trois de Lalinde : deux dalles de la grotte de la Roche, décrites par D. Peyrony (1930) ; et une de la Gare de Couze. Les autres plaques gravées similaires connues à la même date viennent de l'abri de Fontalès (Saint-Antonin-Noble-Val, Tarn-et-Garonne), de la grotte du Courbet (Penne, Tarn), de la station de Hohlestein (Bavière), de Gönnersdorf (en)…
Toutes ces représentations schématiques présentent des caractères constants :
- elles sont représentées de profil ;
- elles sont toutes acéphales ;
- le buste est droit ou légèrement incliné vers l'avant ;
- le sein n'est représenté d'une façon certaine que sur une (Couze) ou peut-être deux gravures (Roche de Birol) ;
- la fesse est généralement arrondie et assez volumineuse ;
- la jambe se termine souvent en pointe, sauf pour deux gravures (Couze et Fontalès) sur lesquelles le mollet semble représenté ;
- et elles appartiennent toutes à des niveaux datés du Magdalénien final, et notamment du Magdalénien VI[7].

La plus belle provient du gisement de la Gare de Couze. Découverte en 1962 par François Bordes (qui la publie en 1963), elle inclut plusieurs détails : sein, bras, pli de l'aine,.

## Faune
Ongulés
Les couches A à G1 ont livré 4 743 pièces d'ongulés, dont une écrasante majorité de 
renne (4 410 pièces) suivi par le 
cerf (179 pièces) ; viennent ensuite le 
bœuf et/ou bison (49 pièces), le 
chevreuil (41 pièces), le 
cheval (32 pièces), le 
sanglier (31 pièces) et le 
chamois (1 pièce).
La couche H est également dominée par le 
renne (613 pièces) mais le 
cerf et le 
chevreuil ont disparu. Sont toujours présents le 
bœuf et/ou bison (7 pièces), le  
cheval (2 pièces), le
sanglier (1 pièce) et le
chamois (2 pièces). Deux nouvelles espèces apparaissent : le
bouquetin (1 pièce) et la 
saïga (1 pièce).
Les cerfs de la Gare de Couze (Magdalénien supérieur) et du Moulin du Roc (Magdalénien final) sont contemporains de la fin du Dryas récent ou GS-1. Les cerfs du Magdalénien VI de la Gare de Couze sont plus grands que les cerfs actuels mais plus petits que ceux de l'abri Morin (Pessac-sur-Dordogne, Gironde),. 

Les teneurs en 13C des rennes de Dordogne montrent une légère diminution de taille attribuable à la baisse de la disponibilité du lichen, probablement liée au réchauffement climatique du début du Bölling.
Oiseaux
Le harfang des neiges (Nyctea scandiaca), espèce des régions steppiques froides voire très froides, est notablement abondant. La viande de harfang est prélevée, témoin entre autres le sciage du tarsométatarse. Les phalanges des pieds, en particulier les griffes et les pénultièmes phalanges, représentent à la Gare de Couze la quasi-totalité des restes de cette espèce ; nombre de ces pièces portent des stries de désarticulation.
Mourer-Chauvire & Carbonnel (1976) notent l'absence de corvidés, toutes espèces confondues ; une carence qu'ils attribuent à une intervention anthropique.
Poissons
Les cyprinidés sont représentés par plusieurs espèces, dont la vandoise, l'alose, le chevaine, le gardon et le barbeau. De façon générale, les cyprinidés sont plus diversifiés dans le sud de la France que dans les autres régions.

## Vestiges humains
Le Magdalénien VI a livré un fragment de pariétal d'adulte, dont le crâne ne montre aucune carène sagittale - contrairement à celui de Chancelade qui lui est chronologiquement un peu antérieur. Ses particularités morphologiques le rendent peu représentatif de populations pourtant diversifiées.

## Datations
Un bloc gravé à figure féminine stylisée et une industrie proche de celle de la grotte de la Roche ont été trouvés en stratigraphie sur ce site et sont donc datables. Le site est attribué au Magdalénien VI,, contemporain de l'occupation de la grotte de la Roche, autour de 12 000 ans AP.
Quelques datations sont données :
tranchée F : 9 350 et 10 190 ans
tranchée G : 11 480 à 11 060 ans
couche C : 12 140 à 11 480 ans.

## Collection, conservation
Les séries de la Gare de Couze de la collection Peyrony sont conservées au musée national de Préhistoire des Eyzies. La collection Fitte de la Gare de Couze, un moment perdue, a été retrouvée au château de Sauvebœuf à Aubas (propriété de Claude Douce),.

## Notes et références

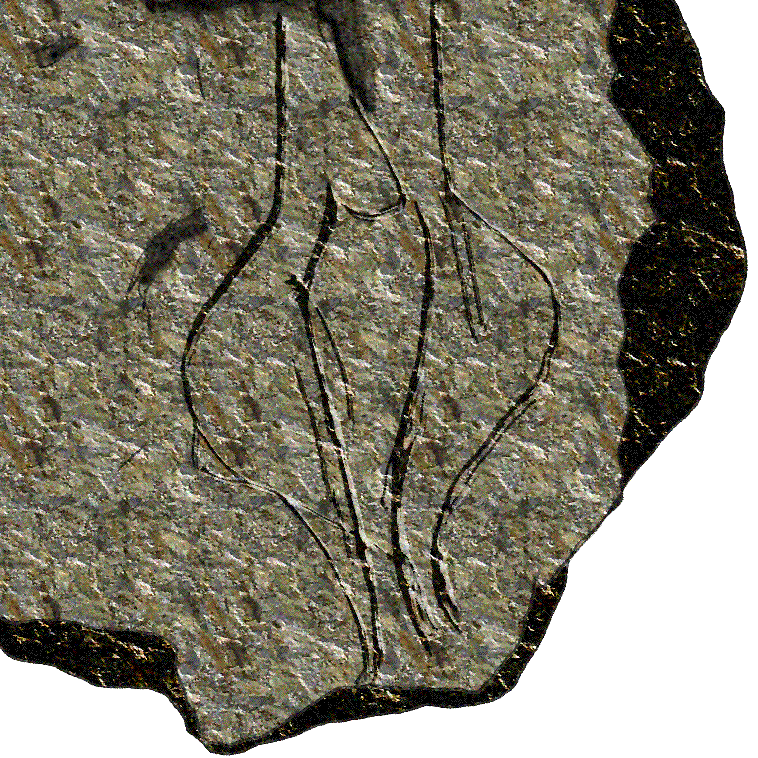
Gonnersdorf
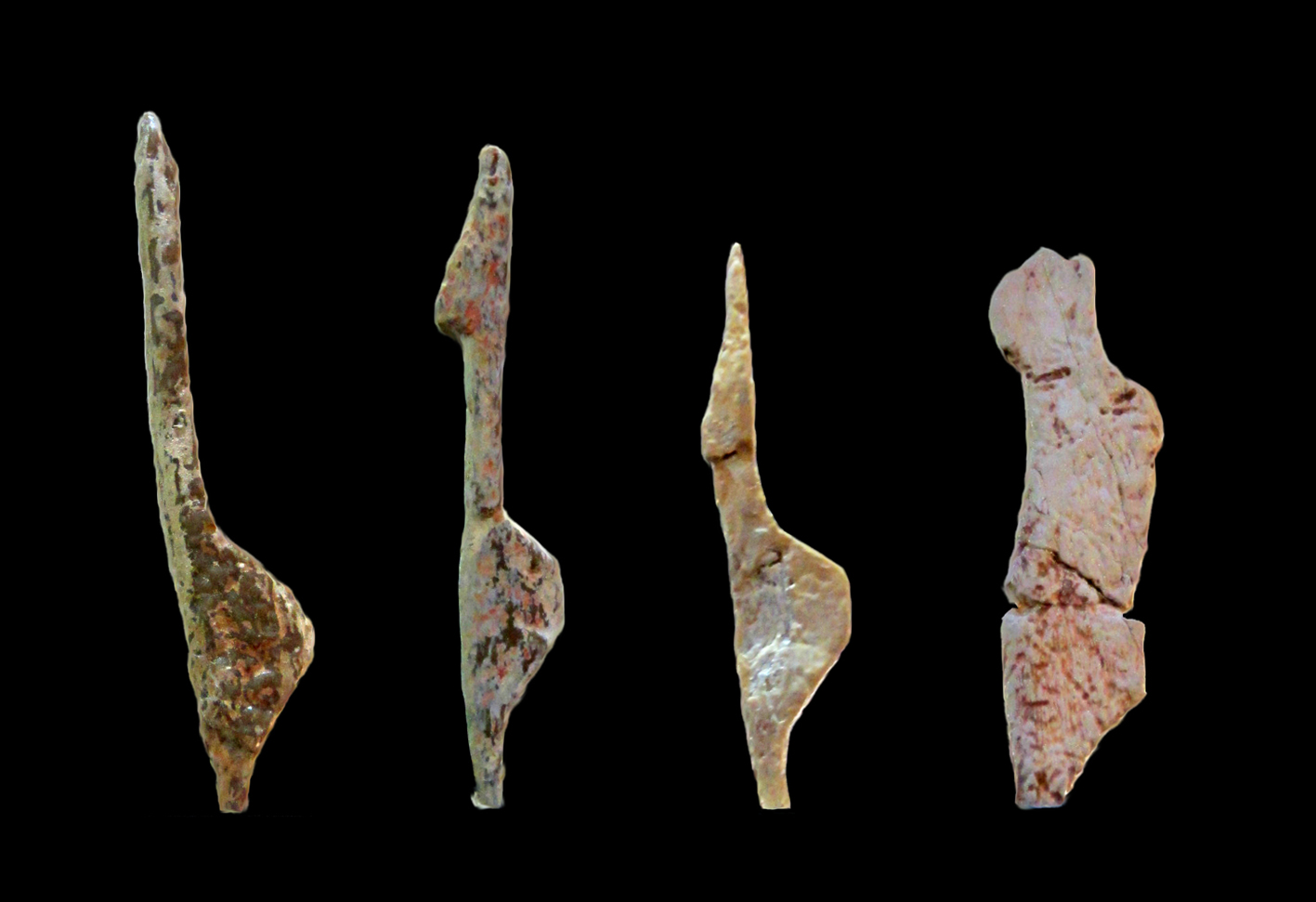
Nebra
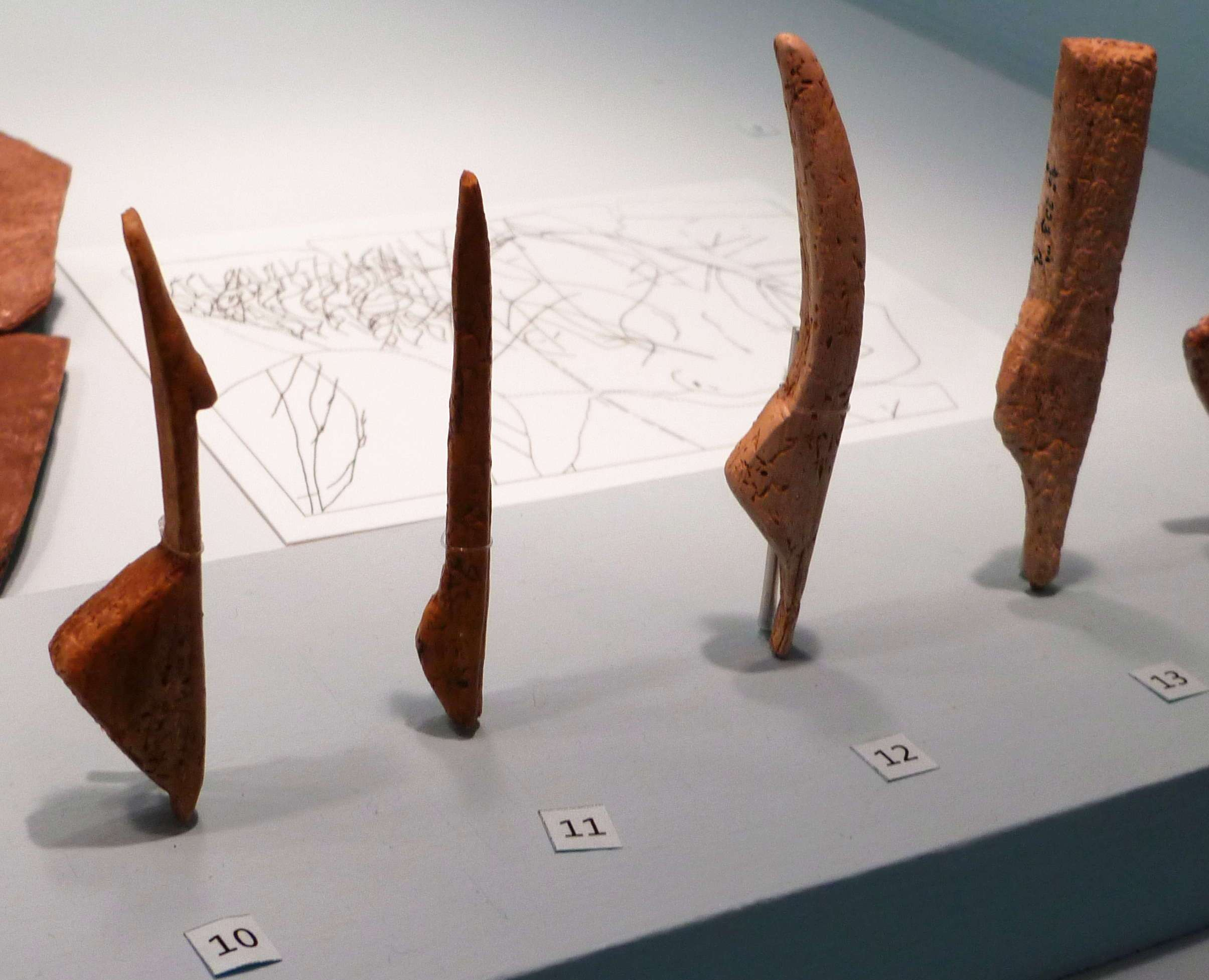
Gonnersdorf
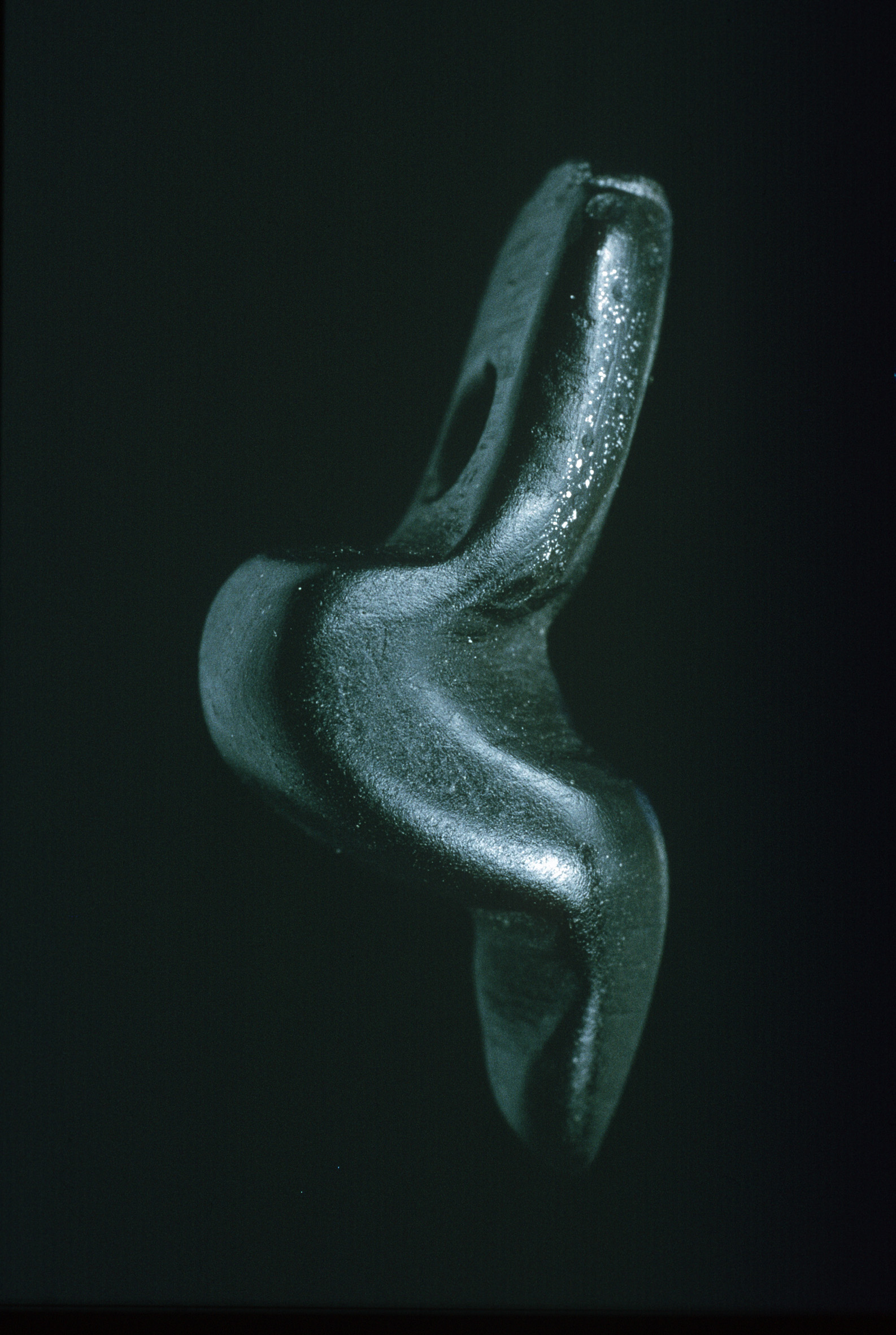
Monruz